# 디오클레티아누스 수도교

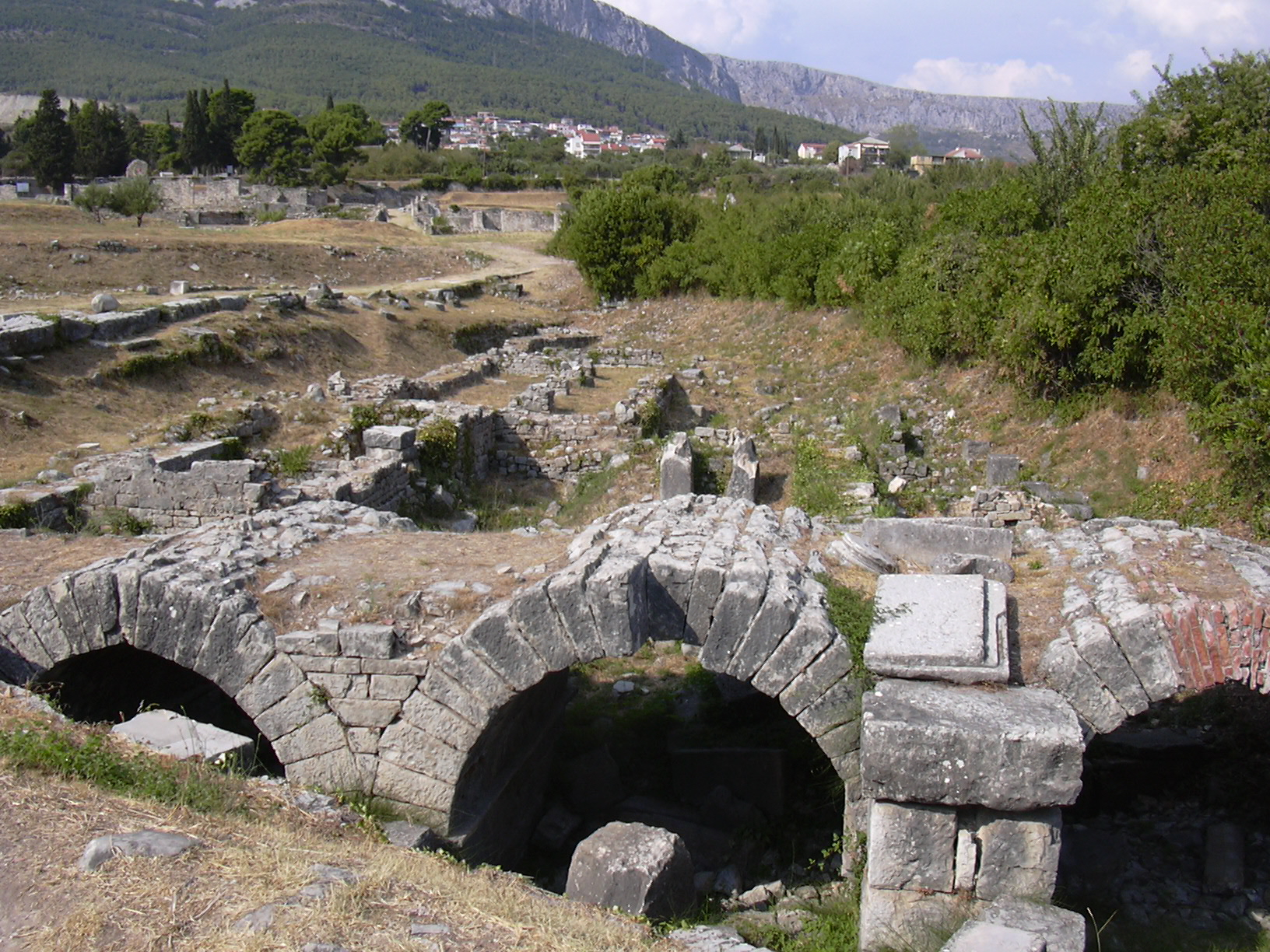
디오클레티아누스 수도교

디오클레티아누스 수도교(크로아티아어: Dioklecijanov akvadukt)는 크로아티아 스플리트 부근에 위치한 고대 로마의 수도교이다. 로마 제국 시대에 디오클레티아누스 궁전에 수도를 공급하기 위한 용도로 건설되었다.

## 상세
디오클레티아누스 수도교는 3세기 말부터 4세기 초 사이에 지어졌으며 디오클레티아누스 궁전과 비슷한 시기에 완공되었다.
디오클레티아누스 궁전 (오늘날 스플리트 도심)에서 북동쪽으로 9 km 떨어진 자드로 강에서 물을 끌어, 13m의 고도 차이를 이용해 궁전까지 수도를 운반하였다. 자드로 강을 수원지로 삼은 수도교는 하나가 더 있었는데 이쪽은 살로나로 물을 운반했다.
디오클레티아누스 수도교의 전체구간 중에서 가장 잘 보존된 구간은 두이모바차 (솔린) 부근으로 최대높이는 16.5m, 총길이는 180m에 달한다.
디오클레티아누스 수도교는 6세기 중반 고트 족의 침입으로 파괴되었으며 13세기 이후로는 더 이상 사용되지 않게 되었다. 오스트리아-헝가리 제국 시대인 1876년부터 1880년까지 처음으로 복원 작업이 이뤄진 적이 있으나 1932년부터는 현대식 급수소인 코필리카가 지어지면서 디오클레티아누그 수도교는 완전히 버려지게 되었다. 현재는 다시 복원 작업이 진행 중에 있다.

## 같이 보기
- 로마 제국의 수도교 목록